# Gare de Pont-de-la-Deûle
Gare de Pont-de-la-Deûle vasútállomás Franciaországban, Flers-en-Escrebieux településen.

## Vasútvonalak
Az állomást az alábbi vasútvonalak érintik:
- Párizs-Lille-vasútvonal

## Kapcsolódó állomások
A vasútállomáshoz az alábbi állomások vannak a legközelebb:
- Gare de Leforest
- Gare de Douai